# بدر (اسم)

اسم بدر مكتوب بخط عربي عادي، (خط النسخ).

بدر اسم علم للمذكر وللمؤنث،  يطلق على تمام القمر المكتمل في ليلته الرابعة عشرة، وقد يضيفون إليه «الدين» فيقولون: بدر الدين، فيخصُّ بالذكور. كبقية الأسماء المختومة بـ«الدين» أو الإسلام، وهي من الأسماء الإسلامية التي شاعت في أواسط وأواخر العصور الإسلامية.
وقيل سمي القمر بدرا، لأنّه يُبادر بطلوعه بعد حلول الظلام،  وبَدْر، وادٍ يقع بين مكة والمدينة، على 28 فرسخاً من المدينة المنورة، وكان به غزوة بَدْرٍ المشهورة في صَدر الإسلام، قرية جنوب المدينة انتصر فيها المسلمون على طغاة قريش سنة 2 هجري الموافق ل624 م وسميت المعركة باسمها.
ويقال أيضا طَلَعَ البَدْرُ عَلَيْنَا: طَلَعَ القَمَرُ لَيْلَةَ كَمَالِهِ، ليْلَةُ البَدْرِ: لَيْلَةُ أربَعَ عَشْرَةَ.
وقد تسمّت به العديد من الشخصيات العربية والمسلمة منذ القدم، منها بَدْر بن عامر الهذلّي، ذكر أبو الفرج الأصبهانيّ أنه شاعر مُخَضْرم، وأسلم في عهد عمر، نزل هو وابن عمّه مصر، واسم الشاعر العراقي بدر شاكر السياب. وبدر البدور إحدى شحصيات ألف ليلة وليلة، وبدر هاري إحدى الشخصيات الرياضية والخيرية العالمية.

## قائمة
- كود سباركل
- تحديث القائمة

1. بدر البذالي، سياسي كويتي.
2. بدر آل زيدان، مقدم تلفزيوني.
3. بدر إبراهيم المطيري، لاعب كرة قدم كويتي.
4. بدر أبو طويرق، أحد سلاطين الدولة الكثيرية.
5. بدر أبو عبد الله.
6. بدر أرسلان عبد القادر دمشقية.
7. بدر البلوشي.
8. بدر الجمعة، لاعب كرة قدم كويتي.
9. بدر الحقباني، لاعب كرة قدم سعودي.
10. بدر الحمود، مخرج سعودي.
11. بدر الخراشي، لاعب كرة قدم سعودي.
12. بدر الخميس، لاعب كرة قدم سعودي.
13. بدر الداهوم، سياسي كويتي.
14. بدر الدعيع، لاعب كرة قدم سعودي.
15. بدر الدين البيضاوي.
16. بدر الدين الجمالي.
17. بدر الدين الحامد، الشاعر بدر الدين بن محمود الحامد: (1897 م - 1961 م) الموافق: (1315هـ - 1381هـ)من مواليد مدينة حماة السورية، وهو أخو العالم الفضيل الشيخ محمد الحامد أبرز.
18. بدر الدين الحديوي، ملاكم مغربي.
19. بدر الدين الحسني.
20. بدر الدين الحسيني العاملي الكركي.
21. بدر الدين الحوثي، عالم من علماء الزيدية في اليمن.
22. بدر الدين الدماميني.
23. بدر الدين الصائغ، صحفي ومذيع مغربي في التلفزيون العربي بلندن.
24. بدر الدين العيني، الحافظ المحدث المؤرخ العلامة من أعلام القرن التاسع الهجري.
25. بدر الدين جمجوم، ممثل مصري.
26. بدر الدين لؤلؤ.
27. بدر الراجحي.
28. بدر السليطين، لاعب كرة قدم سعودي.
29. بدر السماك، لاعب كرة قدم الكويت.
30. بدر الشرقاوي.
31. بدر الشريعان.
32. بدر الشعيبي، فنان سعودي.
33. بدر الشمري، لاعب كرة قدم بحريني.
34. بدر الشهراني، لاعب كرة قدم سعودي.
35. بدر الطاهر، لاعب كرة قدم كويتي.
36. بدر الطراروه.
37. بدر الطيار.
38. بدر العازمي، لاعب كرة قدم كويتي.
39. بدر العنبري، لاعب كرة قدم كويتي.
40. بدر الغريب، شاعر كويتي.
41. بدر الفرهود.
42. بدر القدوري، لاعب كرة قدم مغربي.
43. بدر القطامي.
44. بدر القناعي.
45. بدر اللحيد، ممثل سعودي.
46. بدر المحروقي، لاعب كرة قدم عماني.
47. بدر المسباح.
48. بدر المشاري، داعي إسلامي سعودي.
49. بدر المطرفي، ممثل سعودي.
50. بدر المطوع، لاعب كرة قدم كويتي.
51. بدر المنصور.
52. بدر المهنا، سبّاح سعودي.
53. بدر الميمني، لاعب كرة قدم عماني.
54. بدر النخلي، لاعب كرة قدم سعودي.
55. بدر بلال، لاعب كرة قدم قطري.
56. بدر بن جعفر الأميري، شاعر عربي.
57. بدر بن حرسي.
58. بدر بن راشد آل خليفة.
59. بدر بن سعود بن عبد العزيز آل سعود، سياسي سعودي.
60. بدر بن سعود بن محمد آل سعود، كاتب وباحث وعسكري سعودي.
61. بدر بن سيف البوسعيدي.
62. بدر بن عادل بن محمد الفقير.
63. بدر بن عبد العزيز آل سعود، سياسي سعودي.
64. بدر بن عبد الله الخطمي.
65. بدر بن عبد الله المزني.
66. بدر بن عبد المحسن بن عبد العزيز آل سعود.
67. بدر بن غيث.
68. بدر بن محمد بن عبد الرحمن بن فيصل آل سعود.
69. بدر بن محمد بن عبد الله بن جلوي آل سعود.
70. بدر بوحمد، لاعب كرة قدم كويتي.
71. بدر بورسلي، شاعر كويتي.
72. بدر بوعباس، لاعب كرة قدم كويتي.
73. بدر جمعة العلوي، لاعب كرة قدم عماني.
74. بدر حجي، لاعب كرة قدم كويتي.
75. بدر حداد، ممثل لبناني.
76. بدر دهيمان، لاعب كرة قدم كويتي.
77. بدر شاكر السياب، شاعر عراقي.
78. بدر صالح، صانع محتوى ويوتيوبر يمني.
79. بدر عبد القادر.
80. بدر فهد علي الدويلة.
81. بدر كريم، كاتب سعودي.
82. بدر كشاني، لاعب كرة قدم مغربي.
83. بدر لاما.
84. بدر محارب.
85. بدر محمد الحجيلان.
86. بدر محمد بدر، صحفي مصري.
87. بدر منصور.
88. بدر مولى عبد الرحمن الداخل.
89. بدر ناصر، كاتب وصحافي من الكويت.
90. بدر نعمه الشمري، لاعب كرة قدم كويتي.
91. بدر نوفل، ممثل مصري.
92. بدر هاري، ملاكم مغربي ذو جنسية هولندية.
93. بدر وارد، لاعب كرة قدم الكويت.